# Asansol
Asansol (bengali আসানসোল) är en stad i den indisk delstaten Västbengalen. Den är belägen i distriktet Barddhaman.

## Invånarantal, stad och storstadsområde
Asansol är den fjärde största staden och det näst största storstadsområdet i delstaten. Staden, Asansol Municipal Corporation, hade 563 917 invånare vid folkräkningen 2011. Storstadsområdet, Asansol Urban Agglomeration, inkluderar sexton andra orter och hade totalt 1 243 414 invånare 2011, vilket beräknas ha ökat till 1 313 452 invånare 2015. De största förorterna är Jamuria, Kulti och Raniganj.